# Bakus TV-torn
Bakus TV-torn (azerbajdzjanska: Azəri Televiziya Qülləsi, Azäri Televizija Qülläsi) är ett fristående betongtorn byggt år 1966 och beläget i Azerbajdzjans huvudstad Baku. Tornet är 310 meter högt och i och med det även Azerbajdzjans högsta. 
År 2008 öppnades en roterande restaurang, liknande den som återfinns i bland annat Berlins Fernsehturm, på tornets 62:a våning (172 meter).